# International Superstar Soccer
International Superstar Soccer (実況ワールドサッカー, Jikkyou World Soccer) é uma série de videogames de futebol produzida pela Konami. Devido aos seus gráficos e sua jogabilidade de alta qualidade, essa franquia foi bastante popular na Europa e América Latina durante os anos 90.
A equipe responsável pelo desenvolvimento dos jogos da série é a Major A (divisão de Osaka da Konami). Desde o lançamento de Perfect Eleven para o Super Famicom (Super Nintendo japonês) em 1994, foram desenvolvidas versões desse título para as seguintes plataformas: Nintendo 64, PlayStation, PlayStation 2, Gamecube, Xbox, Game Boy e PC. O segundo jogo da série foi convertido para o Mega Drive pela Factor 5, produtora alemã responsável por Turrican e Rogue Squadron, em 1996.
Durante algum tempo, houve confusões entre essa série e a Pro Evolution Soccer (Winning Eleven), desenvolvida pela Konami de Tóquio, pois alguns jogos desta última foram lançados sob o título International Superstar Soccer no Ocidente entre 1996 e 1999.

## História
A Konami desenvolve videogames esportivos desde o início dos anos 80. O primeiro jogo de futebol criado pela empresa foi Konami Soccer (MSX) em 1985. Esse título recebeu uma seqüência em 1991: Konami Hyper Soccer (NES). Ambos gozaram de sucesso limitado e nunca foram muito conhecidos do grande público. Nesse período, séries concorrentes como Kick-Off, Matchday e Goal! (Jaleco) eram mais populares.
Em 1994, a Konami decide entrar novamente no mercado dos videogames de futebol. O sucesso da Copa do Mundo de 1994 e da J-League (liga japonesa de futebol) fez com que a empresa iniciasse o desenvolvimento daquele que prometia ser o jogo definitivo do gênero para o Super Famicom: Perfect Eleven.

### O início (1994-95)
Em 11 de novembro de 1994, a Konami lança Jikkyou World Soccer: Perfect Eleven. Esse jogo traz detalhes nunca antes vistos em um videogame de futebol para consoles de 16 bits. Apesar de não conter os nomes reais dos jogadores, eles são baseados naqueles que estiveram em campo durante a Copa do Mundo de 1994. Cada um deles tem um tipo de cabelo e uma cor de pele diferentes, além do número correspondente em seu uniforme. Além disso, esse foi o primeiro jogo do gênero a incluir narração dos lances e bateria para jogos salvos. Uma outra inovação é o modo Scenario, inspirado em jogos de estratégia e simulação como SimCity, em que é necessário superar condições muito adversas para conseguir a vitória.
Perfect Eleven vendeu aproximadamente 280 mil cópias no Japão. O relativo sucesso do jogo motivou o seu lançamento nos mercados ocidentais. Em junho de 1995, ele chega às lojas dos EUA e da Europa com o nome de International Superstar Soccer.
Jikkyou World Soccer 2: Fighting Eleven é lançado em 22 de setembro de 1995 no Japão. Ainda no mesmo ano, é lançado como International Superstar Soccer Deluxe no Ocidente. A sequência inclui um número maior de seleções, novas animações, uma jogabilidade mais fluida e novos detalhes, tais como uniformes semelhantes aos reais, seis estádios diferentes e a presença dos auxiliares em campo. Embora as vendagens tenham sido mais tímidas no Japão (160 mil cópias), o jogo figurou entre os mais vendidos na Europa por vários meses. Seu sucesso na América Latina motivou a criação de versões pirateadas baseadas nos campeonatos locais de Argentina, Brasil, Colômbia, Equador e Peru.

### A afirmação (1996-2000)
O primeiro videogame de futebol da Konami a utilizar gráficos poligonais foi J-League Winning Eleven, lançado em 21 de julho de 1995 para o Playstation. Embora esse título inicialmente fosse uma continuação das versões para o Super Nintendo, mantendo algumas de suas características, logo se tornaria uma série a parte.
A primeira continuação verdadeira de International Superstar Soccer Deluxe só chegaria as lojas em 20 de dezembro de 1996. Nessa data, a Konami lançou Jikkyou J-League Perfect Striker para o Nintendo 64 japonês. Esse jogo apresenta gráficos acima da média para os padrões da época. Os modelos dos jogadores, as texturas dos uniformes e a quantidade de animações chegava a um limite ainda não visto nos consoles até o momento. Embora não houvesse nenhuma inovação nos modos e na estrutura do jogo, a jogabilidade e a narração foram aprimoradas.
Esse jogo foi lançado como International Superstar Soccer 64 no Ocidente em 1997. Os clubes da J-League foram substituídos por 36 seleções diferentes. Entretanto, os nomes reais dos jogadores não estão presentes, embora seja possível alterá-los no modo de edição. Seguindo um padrão já adotado pela então KCET (Konami de Tóquio), que colocava nas lojas japonesas duas versões de Winning Eleven por ano (uma dedicada a J-League, outra ao futebol internacional), a versão ocidental de Perfect Striker recebeu o nome de Jikkyou World Soccer 3 no Japão.
No ano seguinte, a Konami, que detinha a licença da Copa do Mundo FIFA de 1998 dentro do mercado japonês, lança a primeira versão de Jikkyou World Soccer com uniformes, nomes e estádios reais. Jikkyou World Soccer: World Cup France 1998 apresenta gráficos ainda melhores que a versão anterior. A atenção aos detalhes, característica da série, chega ao extremo: até o auxiliar que levanta a placa com a quantidade de minutos adicionais é exibido no jogo. Esse foi o primeiro videogame de futebol a dar atenção aos biotipos físicos dos jogadores: há diferenças de altura e peso entre eles.
A versão ocidental recebe o nome de International Superstar Soccer 98. Entretanto, não inclui mais os nomes e estádios reais da japonesa (os direitos da Copa do Mundo para os mercados ocidentais estavam na mão da Electronic Arts). Ainda assim, o jogo faz um sucesso considerável e é considerado um dos melhores do gênero para o Nintendo 64.
Em Dezembro de 1999, quebra-se um tabu. A série Jikkyou World Soccer chega ao Playstation pela primeira vez com Jikkyou J-League 1999: Perfect Striker. Nesse mesmo mês, chega às lojas a tradicional versão para Nintendo 64. Aproveitando-se dos recursos adicionais do expansor de memória do console da Nintendo, essa versão supera em gráficos e jogabilidade aquela do console da Sony.
O Nintendo 64 se despede da série em 2000, com o lançamento de Jikkyou World Soccer 2000 e sua versão ocidental, International Superstar Soccer 2000. O jogo é basicamente aquele lançado em 1999 com as seleções mundiais e a bem-vinda adição do modo Carrer. Nele, cria-se um jogador e acompanha-se o desenvolvimento de sua carreira. Suas habilidades são recompensadas com pontos extras a ser adicionados para a melhoria dos fundamentos específicos e é necessário estar atento a detalhes como o relacionamento com os companheiros e o desenrolar da partida. Ao contrário das primeiras versões, este International Superstar Soccer está muito mais equilibrado. A velocidade do jogo diminuiu e não é mais possível marcar gols e vencer a defesa adversária com tanta facilidade. O sistema defensivo foi bastante aprimorado, tornando os carrinhos e as roubadas de bola mais próximas do real.

### A decadência (2000-2003)
Jikkyou World Soccer 2000 foi um dos primeiros videogames de futebol da 6ª geração. Lançado para o Playstation 2 ainda no início de sua vida, o jogo é praticamente idêntico à versão Nintendo 64, com algumas poucas melhorias gráficas. No Ocidente, ele foi lançado com o título International Superstar Soccer.
A Konami passa a fazer uma distinção clara entre suas duas séries de futebol a partir desse título. Winning Eleven passou a ser conhecido oficialmente na Europa como Pro Evolution Soccer, evitando as confusões geradas com as nomenclaturas anteriores. Jikkyou World Soccer, por sua vez, se transformou definitivamente em International Superstar Soccer, com sua jogabilidade Arcade se distanciando ainda mais da simulação realista da outra série.
Jikkyou World Soccer 2002 chega às prateleiras japonesas para os três consoles da 6ª geração (Playstation 2, Xbox e Gamecube) alguns meses antes da Copa do Mundo. Assim como aconteceu na geração anterior, este título se destaca pela qualidade gráfica e atenção aos detalhes. A obtenção da licenças junto a FIFPro faz com que a maiora dos jogadores possua nome e fisionomias reais, oficializando a série. International Superstar Soccer 2 chegaria às lojas antes da Copa do Mundo.
International Superstar Soccer 3, lançado em 2003, é o último jogo da série. Apesar de contar com novidades como o Mission Mode, onde é preciso cumprir certos pré-requisitos para liberar times e jogadores secretos, os gráficos ultrapassados em comparação com a concorrência e a jogabilidade envelhecida recebem muitas críticas da imprensa especializada. Desde então, a franquia foi descontinuada pela Konami.
International Superstar Soccer é considerado predecessor espiritual de Pro Evolution Soccer, responsável pela introdução de vários conceitos que manteriam a Konami forte no gênero esportivo.

## Jogos

### Consoles
| Estados Unidos                        | Estados Unidos        | Japão                                       | Japão                       | Plataformas                             |
| Nome                                  | Data de Lançamento    | Nome                                        | Data de Lançamento          | Plataformas                             |
| ------------------------------------- | --------------------- | ------------------------------------------- | --------------------------- | --------------------------------------- |
| International Superstar Soccer        | Junho de 1995         | Jikkyou World Soccer: Perfect Eleven        | 11 de novembro de 1994      | Super Nintendo                          |
| International Superstar Soccer Deluxe | Novembro de 1995      | Jikkyou World Soccer 2: Fighting Eleven     | 22 de setembro de 1995      | Super Nintendo, Mega Drive, Playstation |
| International Superstar Soccer 64     | 31 de julho de 1997   | Jikkyou J-League Perfect Striker            | 20 de dezembro de 1996      | Nintendo 64                             |
| International Superstar Soccer 64     | 31 de julho de 1997   | Jikkyou World Soccer 3                      | 18 de setembro de 1997      | Nintendo 64                             |
| International Superstar Soccer 98     | 1 de setembro de 1998 | Jikkyou World Soccer: World Cup France 1998 | 4 de junho de 1998          | Nintendo 64, Playstation                |
| International Superstar Soccer 99     | 1999                  |                                             | 1999                        | Game Boy Color                          |
| International Superstar Soccer 2000   | 3 de agosto de 2000   | Jikkyou J-League 1999 Perfect Striker 2     | 29 de julho de 1999         | Nintendo 64, Playstation                |
| International Superstar Soccer        | 2000 2001             | Jikkyou World Soccer 2000                   | 3 de agosto de 2000         | Playstation 2, Gamecube, Xbox, PC       |
| International Superstar Soccer        | 2000 2001             | Jikkyou World Soccer 2000: Final Edition    | 21 de dezembro de 2000 2001 | Playstation                             |
| International Superstar Soccer        | 2000 2001             | Jikkyou J-League Perfect Striker 3          | 22 de março de 2001         | Playstation 2                           |
| International Superstar Soccer 2      | 17 de maio de 2002    | Jikkyou World Soccer 2001                   | 6 de setembro de 2001       | Playstation 2, Gamecube, Xbox, PC       |
| International Superstar Soccer 2      | 17 de maio de 2002    | Jikkyou J-League Perfect Striker 4          | 27 de dezembro de 2001      | Playstation 2                           |
| International Superstar Soccer 3      | 28 de março de 2003   | Jikkyou World Soccer 2002                   | 16 de maio de 2002          | Playstation 2, Gamecube, Xbox, PC       |

### Portáteis
| Estados Unidos                         | Estados Unidos         | Japão                         | Japão                  | Plataformas      |
| Nome                                   | Data de Lançamento     | Nome                          | Data de Lançamento     | Plataformas      |
| -------------------------------------- | ---------------------- | ----------------------------- | ---------------------- | ---------------- |
| International Superstar Soccer         | 4 de junho de 1998     | World Soccer GB               | 31 de dezembro de 1998 | Game Boy         |
| International Superstar Soccer 99      | 2000                   | World Soccer GB 2             | 24 de junho de 1999    | Game Boy Color   |
| International Superstar Soccer 2000    | 15 de setembro de 2000 | World Soccer GB 2000          | 6 de julho de 2000     | Game Boy Color   |
| International Superstar Soccer         | 23 de novembro de 2001 | Jikkyou World Soccer Pocket   | 31 de dezembro de 2001 | Game Boy Advance |
| International Superstar Soccer Advance | 24 de janeiro de 2003  | Jikkyou World Soccer Pocket 2 | 28 de novembro de 2002 | Game Boy Advance |

### Código Konami
Se o Código Konami fosse usado nos jogos da franquia, o juiz humano era transformado em um cachorro.

## Legado
International Superstar Soccer foi uma série pioneira em vários aspectos dentre os videogames do futebol. Dentre as principais características da série, é possível citar:
- Scenario Mode: Inspirado em modos semelhantes existentes em jogos de simulação como SimCity e Railroad Tycoon, são apresentadas várias situações adversas em que o jogador deve conseguir a vitória para completar. Todas elas são baseadas em partidas reais, como Argentina x Romênia e Brasil x Holanda na Copa do Mundo de 1994.
- Fisionomia dos jogadores: Apesar de não possuir as licenças oficiais para os seus nomes, é possível reconhecer, ainda nas versões para consoles de 16 bits, jogadores como Roberto Baggio, Alexi Lalas, Valderrama ou Jorge Campos em suas respectivas seleções. Atributos como estilo de cabelo e cor da pele só passariam ser diferenciados em outras franquias a partir da geração 32 bits.
- Narração: Embora esse recurso já tivesse sido utilizado por Joe Montana Sports Talk Football II, Perfect Eleven foi o primeiro videogame de futebol a incluir comentários em áudio que fossem além do grito do gol.

## Pirataria
A popularidade alcançada por International Superstar Soccer na América Latina motivou grupos como o Twin Eagles do Peru a traduzir e realizar alterações nos jogos de acordo com os anseios do público sul-americano. Fútbol Excitante, hack de Perfect Eleven em espanhol, foi o primeiro trabalho do tipo ainda em 1995. Nos anos seguintes, seriam lançadas versões baseadas nos campeonatos argentino, brasileiro, colombiano, equatoriano e peruano. Uma alteração baseada na Copa do Mundo de 1998 e atualizações da versão brasileira transformadas em Ronaldinho Soccer também foram realizadas nos anos seguintes.
Atualmente, os jogos da série Pro Evolution Soccer continuam sendo alvos de modificações semelhantes até os dias de hoje, apesar dos esforços da Konami para impedir que versões alteradas de seus jogos sejam criadas e comercializadas.

## Personagens
Devido à impossibilidade de conseguir a licença oficial para usar nomes de jogadores reais nos jogos, a Konami substituía-os por personagens com nomes falsos e após 25 anos do lançamento, em 2019, a Konami revelou o nome dos personagens em que foram inspirados. Os personagens mais famosos do International Superstar Soccer Deluxe, com os jogadores reais em que eram baseados entre parênteses, eram:
- Alemanha: Kolle (Lothar Matthäus) & Sieke (Jürgen Klinsmann)
- Argentina: Fuerte (Claudio Caniggia) , Capitale (Batistuta) & Redonda (Maradona)
- Brasil: Allejo (Bebeto), Gomez (Romário), Beranco e Pardilla
- Bélgica: Van Riet (Michel Preud'Homme)
- Bulgária: Kostov (Yordan Lechkov) & Milakov (Hristo Stoichkov)
- Colômbia: Murillo (Carlos Valderrama)
- Holanda: Koppers (Marco van Basten) & Van Wijk (Ruud Gullit)
- Itália: Carboni (Fabrizio Ravanelli) & Galfano (Roberto Baggio)
- México: Leone (Jorge Campos)
- Romênia: Costan (Gheorghe Hagi)
- Japao: Tabei (Ruy Ramos)

O grande ídolo dos jogadores de ISSS é o atacante Allejo do Brasil. Nas primeiras versões, por usar a camisa 7, era comparado com Bebeto. A partir do ISSS64, passou a usar a 9 e ser careca, fazendo alusão ao Ronaldo Fenômeno. Além disso, suas habilidades em todas as versões do jogo sempre foram acima da média. Em 2013, a Konami anunciou a volta do jogador Allejo no jogo Pro Evolution Soccer 2014.